# 'Ndrina De Stefano
La 'ndrina De Stefano è una cosca malavitosa o 'ndrina della 'ndrangheta calabrese di Reggio Calabria legate alle famiglie Tegano e Tripodo. Definita unanimemente come la 'ndrina storicamente più potente e influente di tutta Reggio Calabria. Vengono definiti il clan degli "Arcoti" perché hanno la loro base nel quartiere di Archi, periferia nord di Reggio.

## Storia

### Anni '50 e '60 - Don Mico Tripodo e l'alleanza con i corleonesi
Il capostipite Domenico Tripodo (detto Mico) era tra gli anni '50 e '70 uno dei tre esponenti di spicco della criminalità organizzata calabrese insieme a Girolamo Piromalli (detto Mommo) nella Piana di Gioia Tauro e Antonio Macrì nella Locride.
La cosca con lui fu alleata della Famiglia di Corleone, in Sicilia, divenne compare d'anello di Luciano Leggio e poi di Totò Riina.

### Anni '70 - Prima guerra di 'ndrangheta
Tra il 1974 e 1976 scoppia una faida interna tra Paolo De Stefano e Mico Tripodo, che scaturirà nella prima guerra di 'Ndrangheta, che vedrà il secondo schieramento come perdente. Domenico Tripodo fu arrestato il 21 febbraio 1975 e incarcerato alla prigione di Poggioreale a Napoli e fu ucciso il 26 agosto 1976 in cella su richiesta di Paolo De Stefano dalla Nuova Camorra Organizzata di Raffaele Cutolo che lavorava con loro nel traffico di droga.
Dagli anni settanta incrementano la loro presenza al nord e specialmente nel capoluogo lombardo.
Sono fra le cosche che partecipano alla prima guerra di 'Ndrangheta negli anni Settanta, causata dalla nuova generazione che si vuole immettere nei nuovi mercati illegali, come quello della droga.
A Reggio Calabria i De Stefano si scontrano con i Tripodo, allora cosca egemone nel reggino.
Per la guerra viene ucciso nel 1974 Giovanni De Stefano.
I De Stefano vincono comunque la guerra, e tramite un accordo con la Nuova Camorra Organizzata, viene ucciso nel carcere di Napoli il capobastone della cosca rivale, Domenico Tripodo (arrestato il 21 febbraio 1975). Da quel momento in poi i De Stefano diventano una delle cosche più importanti e influenti in tutta l'organizzazione calabrese.
Nel novembre del 1977 viene ucciso un altro boss della cosca, Giorgio De Stefano, all'apice della sua carriera criminale, attirato in una trappola ad un summit di 'ndrangheta in Aspromonte; la sua eliminazione è stata decisa dalla 'ndrine di Gioia Tauro e San Luca che volevano evitare che, dopo la vittoria nella prima guerra di 'ndrangheta, De Stefano diventasse troppo potente.
Il pentito Giacomo Ubaldo Lauro parla anche di un incontro nell'estate del 1970 tra i capibastone dei De Stefano Paolo e Giorgio e Junio Valerio Borghese. Secondo Vincenzo Vinciguerra la 'Ndrangheta per il tentato golpe avrebbe messo in azione 4000 uomini.

### Anni '80 - Seconda guerra di 'ndrangheta
Negli anni '80 entrano nel tessuto economico del comune laziale di Fondi, nel mercato ortofrutticolo e nel traffico di droga.
Hanno contatti con la Camorra.
L'11 ottobre 1985, i De Stefano, temendo una destabilizzazione di potere, commissionarono l'autobomba contro Antonio Imerti in cui gli 3 guardaspalli restarono ammazzati mentre Imerti sopravvisse. La risposta non si fece attendere: 2 giorni dopo, il 13 ottobre 1985 avviene il duplice omicidio del boss Paolo De Stefano e l'autista Antonio Pellicanò dagli Imerti che prima del fatto sancirono un'alleanza tramite il matrimonio del capobastone Antonio Imerti e Giuseppina Condello appartenente all'omonima 'ndrina scoppia la seconda guerra di 'ndrangheta.
Nello stesso periodo di tempo, i De Stefano avevano assorbito la cosca dei Tegano. L'alleanza è stata suggellata dal matrimonio tra Orazio De Stefano e Antonietta Benestare, una nipote di Giovanni Tegano, il 2 dicembre 1985.
Dopo l'uccisione di Paolo De Stefano assumono le redini del comando il figlio sedicenne Giuseppe De Stefano e suo zio Orazio De Stefano, durante la guerra contro i Condello. Il 2 dicembre 1985 il nuovo capobastone si sposa con Antonietta Benestare, nipote del vecchio capobastone Giovanni Tegano. La guerra Condello-Imerti e De Stefano-Tegano porta nel giro di 6 anni a 685 morti.  Orazio De Stefano riesce a ristabilire la pax mafiosa grazie all'intervento della cosca "amica" dei Nirta (La Maggiore) di San Luca.
La guerra tra i Condello-Imerti e i De Stefano-Tegano provocò 621 morti.
Mentre i principali capi dei De Stefano furono uccisi, toccò ai Tegano continuare la guerra.
I Tegano furono i negoziatori chiave per la pax mafiosa a Reggio Calabria negli anni Novanta tra i Tegano, i De Stefano, i Libri e i Latella, da una parte e gli Imerti, Serraino, Condello e Rosmini, dall'altra, i quali divisero la città nelle loro sfere di influenza.
Secondo il sociologo Pino Arlacchi lo sfondo della guerra fu il tentativo dei fratelli De Stefano di investire le loro ricchezze e potere di impadronirsi del Porto di Gioia Tauro.
Lo scontro con la famiglia Piromalli, che di fatto monopolizzava il porto, ha causato l'omicidio perpetrato dagli Imerti nei confronti di Paolo De Stefano.

### Anni '90
Pasquale Tegano dal 1994 si dà alla latitanza; verrà arrestato 10 anni più tardi.
Emergono divergenze tra i ceppi De Stefano e Tegano sulla divisione delle estorsioni. I Tegano assicurano la neutralità del loro vecchio nemico Pasquale Condello. Giovanni Tegano diventa il nuovo capobastone. La 'ndrina è coinvolta negli agguati ai carabinieri del 1994 lungo l'autostrada A3 sullo svincolo per Scilla: Consolato Villani, poi pentito, insieme a Giuseppe Calabrò, ricevette l'ordine di organizzare e portare a termine gli agguati dai suoi superiori Antonino Lo Giudice e Giovanni Chilà. La strategia stragista iniziata da Cosa Nostra, secondo il pentito, doveva coinvolgere anche la 'ndrangheta. Lo 'ndranghetista Rocco Santo Filippone e il boss di Cosa Nostra Giuseppe Graviano sono attualmente sotto processo come mandanti degli agguati, Calabrò e Villani sono stati giudicati come esecutori.

### Anni 2000 - Gli arresti di Orazio, Giuseppe e Paolo Rosario De Stefano e di Pasquale Tegano
Dal 22 febbraio 2004 con l'arresto di Orazio De Stefano il capo cosca è stato Giuseppe fino all'arresto nel dicembre 2008.
Il 6 agosto 2004 è stato arrestato uno dei 30 latitanti più ricercati, Pasquale Tegano di 49 anni. Capo dell'omonima cosca e alleato dei De Stefano. Accusato di omicidio, associazione mafiosa ed estorsione. Arrestato dai carabinieri a nord di Reggio Calabria. Autore dell'accordo che portò a una pace mafiosa tra le cosche.
Paolo Schimizzi, nipote di Giovanni Tegano, scompare per lupara bianca nel settembre 2008. Secondo il pentito Roberto Moio l'omicidio del boss emergente Paolo Schimizzi avvenuto nel 2008 sarebbe stato perpetrato da Giovanni Tegano allora latitante.
Il 10 dicembre 2008 viene arrestato nel Quartiere Pietrastorta a Reggio Calabria il capobastone Giuseppe De Stefano, latitante dal 2003, tra i 30 più ricercati d'Italia.
Il 18 agosto 2009 viene arrestato a Taormina Paolo Rosario De Stefano, cugino di Giuseppe De Stefano, in vacanza insieme alla famiglia, tra i 30 latitanti più ricercati in Italia.

### Anni 2010 - L'arresto di Giovanni Tegano e le operazioni Redux-Caposaldo e Sistema Reggio
Il 26 aprile 2010 è stato arrestato a Reggio Calabria, in località Perretti il capobastone Giovanni Tegano insieme ad altre 5 persone.
Il 23 giugno 2010 i carabinieri compiono 42 arresti in Lombardia, Friuli-Venezia Giulia ed Emilia-Romagna nei confronti di presunti esponenti dei Condello, e dei De Stefano-Libri, accusati di associazione mafiosa ed estorsione. È stato arrestato anche Cosimo Alvaro, figlio di Domenico, membro dell'omonima 'ndrina e membri dei Rugolino di Reggio Calabria, i Buda-Imerti di Villa San Giovanni, gli Italiano di Delianuova, gli Zito-Bertuca di Fiumara di Muro e i Creazzo di Scilla. Sono stati sequestrate oltre 20 imprese, centri sportivi, appartamenti e terreni. Grazie all'operazione viene confermata la presenza di una cupola nella gestione degli affari illeciti nel reggino con a capo Pasquale Condello, Giuseppe De Stefano e Pasquale Libri.
Il 1º luglio 2010 la polizia arresta a Milano 15 presunti esponenti dei De Stefano, accusati di usura, associazione di stampo mafioso e intestazione fittizia di beni.
A ottobre 2010 Roberto Moio, nipote di Pasquale Tegano e Giovanni Tegano, diventa pentito.
Il 5 aprile 2011 vengono arrestate, durante l'operazione Archi 21 persone presunte affiliate alle cosche Tegano e Labate, tra cui Giuseppe e Bruno Tegano, fratelli di Giovanni Tegano, ne mancano all'appello 5 tra cui il capo dei Labate: Pietro Labate, uscito dal carcere solo un anno prima.
Il 14 marzo 2011 si conclude l'operazione Redux-Caposaldo che porta all'arresto di 35 persone in Lombardia ritenute affiliate ai Barbaro, ai De Stefano, ai Pesce e alle cosche di Africo. Sono accusati di estorsione agli esercizi pubblici delle stazione della metropolitana, ai chioschi di panineria, alla gestione illecita del personale della sicurezza dei locali notturni, associazione mafiosa e spaccio di droga.
Il 18 novembre 2011 si conclude l'operazione della Guardia di Finanza Astrea contro 11 persone vicine alle cosche De Stefano-Tegano, tra cui appartenenti ai servizi segreti, massoneria, avvocati, commercialisti e imprenditori.
Venanzio e Carmelo Tripodo, figli di Domenico Tripodo il 20 dicembre 2011 vengono condannati a 15 e 13 anni di carcere per infiltrazioni mafiosi nel comune latino di Fondi.
Il 3 aprile 2012 si viene a conoscenza che la DDA di Reggio Calabria sta indagando su Romolo Girardelli presunto faccendiere dei De Stefano che sarebbe legato in affari con l'ex tesoriere della Lega Nord Francesco Belsito, il primo col bisogno di riciclare denaro sporco, l'altro nascondere parte dei soldi ricevuti dai rimborsi elettorali.
Da una indagine della DIA del 2013 emergerebbe un coinvolgimento di esponenti dei De Stefano con uomini e faccendieri legati all'ex tesoriere del partito della Lega Nord Belsito.
Il 10 dicembre 2014, nell'operazione Padrino della Polizia di Stato di Reggio Calabria, vengono arrestati a Reggio Calabria 25 presunti affiliati alla cosca Tegano.
Operazione TNT 2, inizio 2015: otto arresti nella cosca Franco-Murina, costola dei Tegano, per associazione a delinquere di stampo mafioso, traffico di esplosivo e droga.
Inoltre sono state sequestrate alcune imprese, numerosi immobili, beni mobili, autoveicoli, rapporti bancari e prodotti finanziari, per un valore di circa 10 milioni di euro.
A settembre 2015 viene scoperto che l'incaricato per alcune 'ndrine di Reggio Calabria, in particolare i Tegano, per gestire il gioco d'azzardo sull'isola di Malta con l'appoggio di faccendieri locali sarebbe il reggino Mario Gennaro, che partendo dalla gestione di un internet point a Reggio Calabria diventa country manager di alcuni società italiane di gioco d'azzardo per finire nella maltese Betuniq che sarebbe finanziata con proventi illeciti.
Il 15 marzo 2016 si conclude l'operazione Sistema Reggio che porta all'arresto di 17 persone, presunte affiliate ai De Stefano, tra cui Giorgio De Stefano e Franco e dei Serraino e Araniti. Dall'indagine si evince anche il controllo da parte delle cosche dell'accesso al lavoro negli esercizi commerciali della città di Reggio Calabria.
A fine 2017 esce dal carcere Carmine De Stefano. 
Il 20 giugno 2020 con l'operazione "Malefix", con una nuova ordinanza di custodia cautelare in carcere, il 26/06/2020 fa di nuovo rientro in carcere.
Il 17 aprile 2018 si conclude l'operazione Astrea che porta al sequestro di beni dal valore di 50 milioni di euro riconducibili all'imprenditore Giuseppe Rocco Rechichi ritenuto affiliato alla cosca.
Il 10 maggio 2018 si conclude l'operazione Thalassia che porta all'arresto di 6 persone legate ai Tegano-Condello che avrebbero avuto interessi alla costruzione del complesso immobiliare Thalassa a Reggio Calabria incominciato nel 2006. Gli arrestati: Andrea e Francesco Vazzana (nipoti del boss Pasquale Condello), Franco Polimeni (ritenuto espressione della cosca Tegano), gli imprenditori Demetrio e Salvatore Postorino e Francesco Richichi.
Il 14 novembre 2018 si conclude l'operazione Galassia della Guardia di Finanza, della DIA, della polizia e dei carabinieri in cui il presunto membro dei Pesce-Bellocco Antonio Zungri, alcuni membri dei Tegano e forse dei Piromalli insieme a camorristi, ai Santapaola-Ercolano di Catania e a criminali pugliesi (clan Capriati e Parisi) si erano inseriti illegalmente nella rete commerciale delle società di scommesse online "Planetwin365", "Betaland", "Enjoybet" e "Planetwin". Gli affiliati dei Tegano inoltre nel 2016 andarono in pellegrinaggio a Polsi e rendevano omaggi con musica di tarantella di fronte al carcere di Reggio Calabria, alle case circondariali Arghillà e davanti alla casa di Roberto Franco, capo-'ndrina di Santa Caterina.
L'11 marzo 2019 vengono arrestate 19 persone tra la Calabria e la Lombardia, accusate a vario titolo di danneggiamento, riciclaggio, estorsione e associazione mafiosa. Operavano tra le province di Bergamo e Brescia e sarebbero riconducibili ai De Stefano.

### Anni 2020
Il 20 giugno 2020 con l'operazione Malefix finiscono in carcere Carmine De Stefano e il fratello Giorgio De Stefano, lo stesso gestisce l'Oro di Milano, la famosa catena di ristoranti che in Lombardia è frequentata da personaggi famosi.
- 25 febbraio 2021: operazione Nuovo Corso contro la cosca De Stefano[44][45].

## Organizzazione
Membri

### Capibastoni
- 1930-1959 — Domenico Strati — rimosso e ritiratosi nel 1959;
- 1959-1976 — Domenico "Don Mico" Tripodo — imprigionato nel 1957-1962, assassinato il 26 agosto 1976;
  - Reggente 1959-1962 — Paolo De Stefano.
- 1976-1977 — Giorgio De Stefano — assassinato il 7 novembre 1977;
- 1977-1985 — Paolo De Stefano — assassinato il 13 ottobre 1985;
- 1985-1987 — Orazio De Stefano — imprigionato nel febbraio 1987;
- 1987-1996 — Giorgio "L'Avvocato" De Stefano — imprigionato il 1º luglio 1996[46];
- 1996-2010 — Giovanni Tegano — latitante dal 1993, ergastolano nel 2010;
  - Reggente 1996-2004 — Pasquale Tegano — ergastolano nel 2004. Attualmente detenuto in regime di 41 bis.
  - Reggente 2004-2008 — Giuseppe De Stefano — latitante dal 2003, imprigionato nel 2008-2026. Attualmente detenuto in regime di 41 bis.
  - Reggente 2008-2009 — Paolo Rosario De Stefano — latitante dal 2005, imprigionato nel 2009[19][20]. È accusato di associazione mafiosa, rapina ed estorsione ed è figlio del capo del clan, Giorgio De Stefano, ucciso nel 1977. Nel 2007 è stato condannato a otto anni e quattro mesi di carcere. Dopo l'arresto, nel dicembre 2008, del cugino Giuseppe De Stefano, è stato il prossimo in lizza per diventare il capo del clan.
  - Reggente 2009-2014 — i quattro generi di Giovanni Tegano — arrestati nel dicembre 2014[16].

### Altri membri di spicco
- Domenico Tegano — vangelista potente e presunto rappresentante al Crimine[47]. Al processo 'ndrangheta stragista ancora in corso, nel 2018 depone il pentito della criminalità barese Salvatore Annacondia definendolo come il capo dei Tegano a Milano "non c’era foglia che si muoveva senza il consenso dei Tegano"[48].
- Carmelo Barbaro — camorrista di alto livello, latitante dal 2001. Viene arrestato il 12 settembre 2009.
- Giovanni Pellicano, referente di Giovanni Tegano. Con l'aiuto del fratello Francesco si è attivato, per raccogliere il consenso elettorale in favore dell'ex consigliere regionale del PD Nino De Gaetano alle elezioni regionali del 2010. Entrambi i Pellicano sono stati arrestati nel 2014[16].
- Antonino Venanzio Tripodo (Reggio Calabria, 5 giugno 1955 -) detto Venanzio, figlio di Domenico e fratello di Carmelo, sposato con Teresa Romeo, figlia del boss Sebastiano.
- Carmelo Giovanni Tripodo (Reggio Calabria, 1958 - Fondi, 2 ottobre 2019[49]), figlio di Domenico e fratello di Venanzio, esponente di spicco dei Tripodo-Trani dell'area dell'Agro Pontino nel Lazio[50], arrestato nel 2009 nell'operazione Damasco 2 e condannato nel 2014 nell'omonimo processo[51].

### Collaboratori di giustizia
- Consolato Villani
- Roberto Moio
- Giovanbattista Fracapane
- Nino Fiume[16]